# مجزرة معبر كرم أبو سالم (21 ديسمبر)
مجزرة معبر كرم أبو سالم (21 ديسمبر 2023) هي مجزرة ارتكبها سلاح جوّ الإحتلال الإسرائيلي يوم الخميس الموافق 21 كانون الأول/ ديسمبر 2023. استهدفت الغارات معبر كرم أبو سالم بشكل مباشر، والذي يقع جنوب رفح في أقصى جنوب غرب قطاع غزة على الحدود مع إسرائيل وقرب الحدود مع سيناء المصريّة. تسبّبت هذه المجزرة الإسرائيليّة باستشهاد أربعة موظفين، من بينهم مدير المعبر، وذلك بعد أربعة أيام فقط من فتح المعبر منذ بدء الحرب على غزة.

## الضحايا
- العقيد بسام غبن، مدير المعبر [1]
- ثلاثة موظفين مدنيين كانوا موجودين لتنظيم عبور المساعدات في الساحة الداخليّة للمعبر.